# Biblioteca Nacional de Liechtenstein
La Biblioteca Nacional de Liechtenstein (en alemán: Liechtensteinische Landesbibliothek) es la biblioteca nacional y el depósito legal de Liechtenstein. La biblioteca está localizada en la ciudad capital de Vaduz. Fue establecida por ley en 1961 por la Fundación de la Biblioteca Nacional y es conocida coloquialmente como Landesbibliothek.

## Tareas y base legal

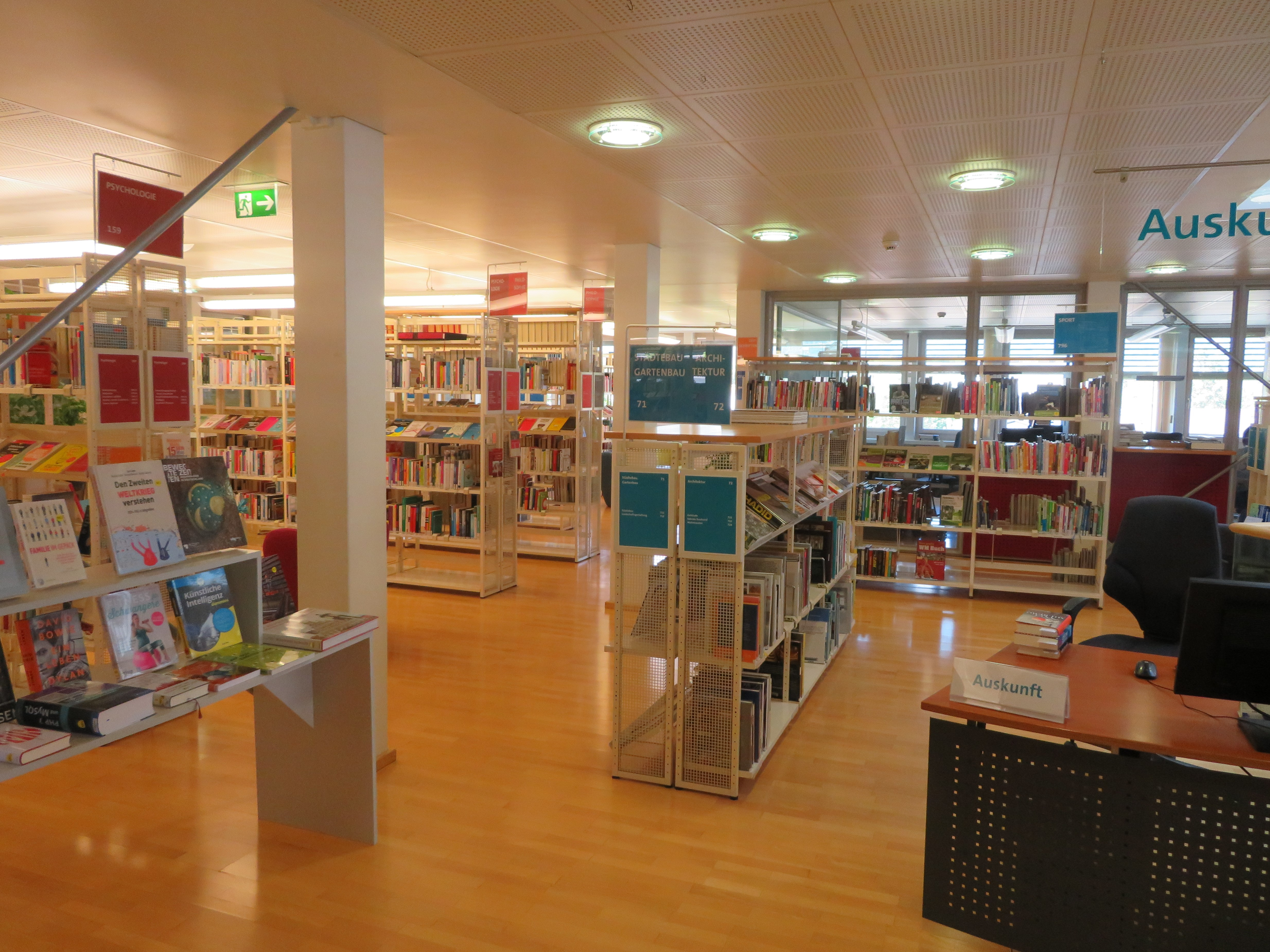
Vista del interior de la biblioteca.

La biblioteca es gestionada por una junta de miembros que son nombrados por el gobierno nacional, que también actúa como el cuerpo supervisor de la fundación. 
Como la biblioteca nacional del país, la biblioteca recopila materiales impresos, fotografía y música creada por ciudadanos liechtensteinianos, así como cualquier otro elemento relacionado con Liechtenstein. La biblioteca también es la biblioteca de patentes para Liechtenstein y proporciona acceso a información de patentes internacionales.
Las reglas y los controles de la biblioteca tienen que seguir la legislación actual de la Unión Europea como área económica Europea así como la legislación suiza.

## Colección

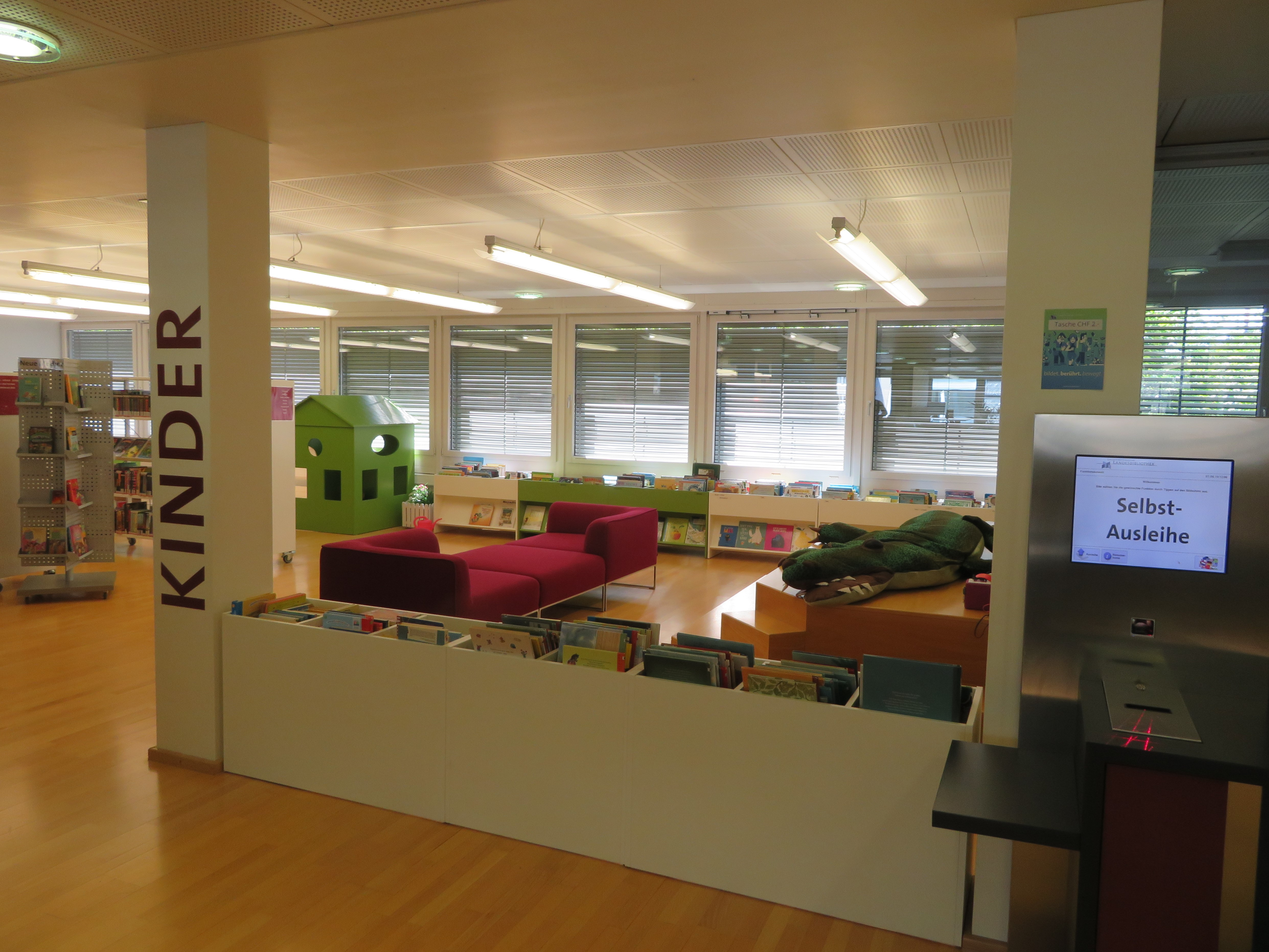
Zona de lectura infantil de la biblioteca.

En 2021, la biblioteca tenía una colección de 285.000 objetos con 180.000 préstamos al año y 50.000 visitantes.

### Proyectos
La biblioteca es un miembro asociado de la Red de Información de la Suiza Alemana. Además, la biblioteca participa en el proyecto Dandelon.com para escanear sus materiales para acceso en línea. Esto también incluye materiales que la Universidad de Liechtenstein dio a la biblioteca en 2003.
En agosto de 2012 la biblioteca estrenó el proyecto eLiechtensteinesia que proporciona acceso en línea a escáneres del Anuario de la Sociedad Histórica del Principado de Liechtenstein, antiguos diarios nacionales y otras publicaciones de Liechtenstein.